# Потічки
Потічки (словац. Potôčky) — село в Словаччині, Стропковському окрузі Пряшівського краю. Розташоване в північно-східній частині Словаччини.
Уперше згадується у 1567 році.

## Храми
У селі є греко-католицька церква Покрови Пресвятої Богородиці з 1868 року в стилі класицизму та православна церква Покрови Пресвятої Богородиці з 20 століття у візантійському стилі.

## Населення
| Рік:            | 1993 | 2003 | 2013     | 2023     |
| --------------- | ---- | ---- | -------- | -------- |
| Кількість осіб: | 71   | 71   | 61       | 71       |
| Різниця:        |      | +0 % | -14,08 % | +16,39 % |

| Рік:            | 2022 | 2023    |
| --------------- | ---- | ------- |
| Кількість осіб: | 70   | 71      |
| Різниця:        |      | +1,42 % |

В селі проживає 65 осіб.
Національний склад населення (за даними останнього перепису населення — 2001 року):
- словаки — 70,67%
- русини — 25,33%

Склад населення за приналежністю до релігії станом на 2001 рік:
- греко-католики — 49,33%,
- православні — 42,67%,
- римо-католики — 1,33%,
- не вважають себе віруючими або не належать до жодної вищезгаданої церкви: 6,67%

| Словаччина | Це незавершена стаття з географії Словаччини. Ви можете допомогти проєкту, виправивши або дописавши її. |

1. ↑  Ця сторінка має Властивість Вікіданих P910: категорія за темою сторінки із значенням "Category:Potôčky", але не має назви українською мовою, яку треба додати за посиланням d:Special:SetLabelDescriptionAliases/Q10238719/uk.
Докладніше: Вікіпедія:Проєкт:Вікідані; Вікіпедія:Категоризація.
2. ↑  Hustota obyvateľstva - obce [om7014rr_obc=AREAS_SK, v_om7014rr_ukaz=Rozloha (Štvorcový meter)]. Statistical Office of the Slovak Republic. 28 березня 2024. Процитовано 8 лютого 2025.
3. ↑  Počet obyvateľov podľa pohlavia - obce (ročne) [om7101rr_obce=AREAS_SK]. Statistical Office of the Slovak Republic. 28 березня 2024. Процитовано 8 лютого 2025.
4. ↑  Останні вибори до органів місцевого врядування Словаччини відбулися 11 листопада 2018 року. Дані про голову місцевого уряду можуть бути неактуальними.
5. ↑  Potôčky (okres Stropkov). ŠÚ SR: sodbtn.sk (словац.). // детальні статистичні дані
6. 1 2  Počet obyvateľov podľa pohlavia - obce (ročne) [om7101rr_obce=AREAS_SK]. Statistical Office of the Slovak Republic. 28 березня 2024. Процитовано 8 лютого 2025.